# Božići (Fojnica, BiH)
Božići su naseljeno mjesto u općini Fojnica, Federacija Bosne i Hercegovine, BiH.

## Stanovništvo

### 1991.
Nacionalni sastav stanovništva 1991. godine, bio je sljedeći:
ukupno: 118
- Muslimani - 80
- Hrvati - 38

### 2013.
Nacionalni sastav stanovništva 2013. godine, bio je sljedeći:
ukupno: 13
- Bošnjaci - 9
- Hrvati - 4

## Vanjske poveznice
- Satelitska snimka[neaktivna poveznica]